# 道の駅下賀茂温泉 湯の花
道の駅下賀茂温泉 湯の花（みちのえき しもがもおんせん ゆのはな）は、静岡県賀茂郡南伊豆町にある国道136号の道の駅である。

## 歴史
- 2009年（平成21年）7月31日 - 道の駅に登録される。
- 2015年（平成27年）1月30日 - 伊豆道の駅ネットワークとして近隣の道の駅8駅とともに「伊豆半島の特色ある「道の駅」が連携しブランド化」を理由に重点道の駅に選定される[1]。

## 施設
- 駐車場
  - 普通車：51台
  - 大型車：3台
  - 身障者用 : 2台
- トイレ（いずれも24時間利用可能）
  - 男：器
  - 女：器
  - 身障者用：器
- 情報提供施設
- 公衆電話
- 観光案内所
- 湯の花直売所
- 足湯

## 休館日
- 年中無休

## アクセス
- 国道136号 - 登録路線

## 周辺
- 下賀茂温泉